# Moord op Eugène van Oppen
De moord op Eugène van Oppen werd op 9 april 1885 gepleegd door Cesar Timmermans op de Maastrichtse advocaat Eugène van Oppen. Tevens doodde Timmermans een zoon en dochter van Van Oppen.
Timmermans was cliënt geweest bij Van Oppen en nam wraak omdat hij in zijn ogen door Van Oppen financieel was geruïneerd. Hij werd wegens moord en tweemaal doodslag tot levenslang veroordeeld. Destijds opperde zijn advocaat al dat hij een querulantenwaan had en enkele hedendaagse auteurs menen dat hij een narcistische persoonlijkheidsstoornis had.

## De persoon van de dader
Johan Mathijs Cesar Timmermans (Sittard, 29 mei 1829 - Leeuwarden, 7 november 1887), zoon van 'auteur' A. Timmermans uit Sittard, was op 30-jarige leeftijd weduwnaar geworden. Hij trad daarna opnieuw in het huwelijk en bracht zijn 'zwakhoofdige' zoon mee in het gezin. Met zijn nieuwe vrouw in Heerlen wonend, kregen ze een dochter, die wegens een handicap hulpbehoevend zou blijven. Timmermans werd meestal koopman en winkelier genoemd, maar veel details over zijn handeldrijven zijn niet bekend. 
In de acte van beschuldiging wordt Timmermans een twistziek, lastig en onaangenaam mens genoemd, die veel de herberg bezocht en zich afgaf met andere vrouwen. Zijn advocaat tijdens het strafproces noemde hem een man met een driftig temperament ('prikkelbaar gestel'), door zijn levensloop koppig en achterdochtig geworden, en menend allerlei vijanden te zien. Volgens de advocaat-generaal was Cesar Timmermans "meer dan gewoon ontwikkeld, (maar) ongelukkigerwijs koppig, eigenzinnig en hoogmoedig. (...) Hij kon slechts met iedereen in vrede leven als zijn haan koning kraaide".

## De persoon van het slachtoffer
Jean Mathieu Eugène van Oppen (Schimmert, 18 december 1834 - Maastricht, 9 april 1885) kwam uit een vooraanstaand Zuid-Limburgs geslacht van juristen, ambtenaren en ondernemers. Een zus van hem was getrouwd met Mathias Jozef Savelberg, burgemeester van Heerlen van 1869 tot 1894.
Eugène van Oppen studeerde rechten in Leiden. Al op 24-jarige leeftijd kon hij een eigen praktijk in Maastricht openen. Twee jaar later, in 1860, werd hij plaatsvervangend rechter. In 1863 werd hij benoemd tot procureur. Omdat een procureur in die tijd nog geen advocaat mocht worden, duurde het tot de opheffing van dat verbod in 1879 dat hij tevens het beroep van advocaat kon gaan uitoefenen. Intussen had zijn broer Leo zich in Maastricht al als advocaat gevestigd. Eugène van Oppens praktijk kwam al snel tot bloei en hij was in staat – ook door zijn huwelijk in 1861 met een notarisdochter – een groot vermogen te vergaren. Hij betrok met zijn gezin het kapitale pand Sint Servaasklooster 33 en vestigde daar ook zijn praktijk. In Voerendaal werd hij onder andere eigenaar van kasteel Haeren en van de hoeve Ten Hove. 
Hij verwierf de reputatie dat hij bijna al zijn processen won. In 1871 gaf hij samen met zijn broer Leo van Oppen de Nederlandsche pasicrisie, een verzameling rechterlijke uitspraken, uit. Dit standaardwerk werd na zijn dood voortgezet door Leo van Oppen en diens neef August Savelberg en later in samenwerking met Eugènes zoon Leopold van Oppen. In 1875 verscheen van zijn hand De openbare godsdienstoefening buiten de gebouwen en besloten plaatsen volgens art. 167 al. 2 der G.W. van 1848, over zijn verdediging van deken F.X. Rutten, die de wet op de processietochten had overtreden, maar uiteindelijk door de Hoge Raad in het ongelijk werd gesteld, een destijds bekende cause célèbre.

## Het conflict
In 1872 kwam Cesar Timmermans door nalatenschap in het bezit van twee stukken grond te Heerlerheide. Landbouwer Jan Sijstermans beschouwde deze percelen echter als zijn eigendom en joeg hem het terrein af als Timmermans dit wilde betreden. Hij nam daarom de gerenommeerde Eugène van Oppen in de arm om zijn belangen te behartigen.
Bij zijn eerste bezoek aan Van Oppen overhandigde Timmermans hem een bewijs van onvermogen. Hij ging er nu van uit dat hij zonder kosten kon procederen. De rechtszaak tegen Sijstermans vond op 17 juli 1873 plaats en werd tot Timmermans' ontgoocheling verloren. De procureur bleek verzuimd te hebben een aantal essentiële stukken die Timmermans' eigenaarschap konden aantonen in het geding te brengen, stukken die Van Oppen wel van Timmermans had ontvangen. Van Oppen tekende vervolgens namens Timmermans beroep aan bij het Provinciaal gerechtshof in Limburg te Maastricht. 
Korte tijd later legde de procureur Timmermans een verklaring voor: als hij de procedure tegen Sijstermans zou winnen en de tegenpartij zou noch betalen noch verhaal hebben, dan mocht Van Oppen zijn kosten verhalen op de percelen in kwestie. Timmermans zou dit niet goed begrepen hebben, maar durfde ondertekening niet te weigeren, bang als hij was zijn beroepszaak niet voort te kunnen zetten. 
Eugène van Oppen diende nu bij het Provinciaal Gerechtshof alle vereiste stukken in en op 22 juni 1874 volgde de uitspraak. De eis van Timmermans werd toegewezen en hij en niet Sijstermans werd onbetwist eigenaar van de percelen. 
Cesar Timmermans stond echter een onaangename verrassing te wachten. Hij werd namelijk veroordeeld in de kosten van het eerste verloren geding. Van Oppen presenteerde Timmermans daarna een aanzienlijke factuur over zowel de kosten van het proces in eerste instantie als van het hoger beroep. Bovendien kreeg hij de kosten van de inhuur van broer Leo van Oppen als advocaat in rekening gebracht, iets waar Timmermans onkundig van was geweest. Hij was het oneens met deze rekening en betaalde hem niet. Gezien de eerder door hem getekende verklaring stelde hij wel voor Van Oppen te betalen uit de opbrengsten van de verworven percelen, hoewel hij het met de kosten zelf volstrekt niet eens was. Eugène van Oppen ging echter niet akkoord, integendeel, hij dreigde met het inschakelen van een deurwaarder. Zolang de rekening niet betaald was weigerde Van Oppen bovendien de processtukken af te staan die Timmermans dringend nodig had, omdat Sijstermans hem nog steeds lastigviel.
Eind november 1874 bezocht Timmermans Van Oppen met een schikkingsvoorstel om de relatie daarmee te kunnen beëindigen. Van Oppen wilde echter niet schikken en stond op volledige betaling. Toen Timmermans vervolgens een specificatie van de factuur verlangde, eiste Van Oppen zijn vertrek. Vanaf toen zou Timmermans grote wrok jegens Van Oppen koesteren en diverse rechtszaken aanspannen. Die over het overhandigen van de processtukken zou hij uiteindelijk in cassatie winnen, maar die tegen Leo van Oppen over diens werkzaamheden als advocaat en over de geldigheid van de verklaring inzake verhaal op de percelen verloor hij, en hij werd ook weer veroordeeld tot vergoeding van die proceskosten aan de Van Oppens.
De gebroeders Van Oppen begonnen beslagen te leggen op Timmermans' bezittingen, wat in 1878 leidde tot een executieverkoop van zestien percelen, inclusief zijn woonhuis op het Kerkplein in Heerlen. Het was nota bene Eugène van Oppen die de eerste ronde van zeven percelen opkocht, waarmee voldoende opbrengst was gegenereerd om de volledige schuld te delgen.

## Reactie van Timmermans op zijn nederlaag
Dit alles liet Timmermans zowel financieel als sociaal berooid achter. Hij was er echter de man niet naar om de hand in eigen boezem te steken; hij was er rotsvast van overtuigd dat alles te wijten was aan "die Schinderhannes uit Maastricht". Zijn gevoel van onrecht werd nog versterkt door het feit dat een drietal brochures die hij in 1877, 1881 en 1883 uitgaf en opstuurde aan de rechterlijke autoriteiten, tot de minister van justitie en de koning aan toe, en die ten doel hadden eerherstel en schadevergoeding te krijgen van de Van Oppens, hoegenaamd niets teweegbrachten. Vanaf 1883 begon hij wapens te dragen, om te beginnen een revolver. Hij hield schietoefeningen in het bos van Schaesberg, wat geen toeval was, want Eugène van Oppen had er familie en kwam er geregeld. Eind 1884 kwam daar een dolkmes bij, dat hij vanaf dan altijd bij zich droeg. 
Begin jaren tachtig liep Timmermans door eigen toedoen tegen nog meer ernstige geldproblemen aan. Hij had in 1881 namelijk een tuin gekocht, die hij niet bleek te kunnen betalen. Uiteindelijk liet de verkoper de koop ongedaan maken en Timmermans moest opdraaien voor de schade die de verkoper geleden had. Drie jaar lang kwam hij niet tot betaling en de verkoper liet uiteindelijk beslag leggen op de onderpanden, waaronder Timmermans' woonhuis. Nog herhaaldelijk zocht de notaris contact met Timmermans om te overleggen hoe de executieverkoop te voorkomen, onder meer door genoegen te nemen met minder onderpand. Timmermans trok zijn aanbod weer in of reageerde niet. Uiteindelijk werd op zaterdag 4 april 1885 zijn woonhuis openbaar verkocht. De koper was Paulus Brouwers, de voormalige rentmeester van Eugène van Oppen. Er is echter geen aanwijzing dat Van Oppen op enige wijze hierin de hand had gehad.
Timmermans zelf was ten tijde van de executieveiling een paar dagen op reis gegaan. Achteraf beweerde hij dat hij in de veronderstelling verkeerde dat alles geregeld was en de verkoop niet door zou gaan. Op donderdagochtend 9 april ging hij ten slotte op aandringen van zijn vrouw op reis naar de griffie van de rechtbank in Maastricht om navraag te doen wat er met de verkoop was gebeurd. Hij had echter zijn geladen revolver en dolkmes bij zich, wat erop wees dat hij mogelijk al van plan was Van Oppen iets aan te doen. Hij was wanhopig; als hun huis toch verkocht bleek te zijn, zou hij zijn vrouw en dochter niet meer onder ogen kunnen komen.

## De drievoudige moord

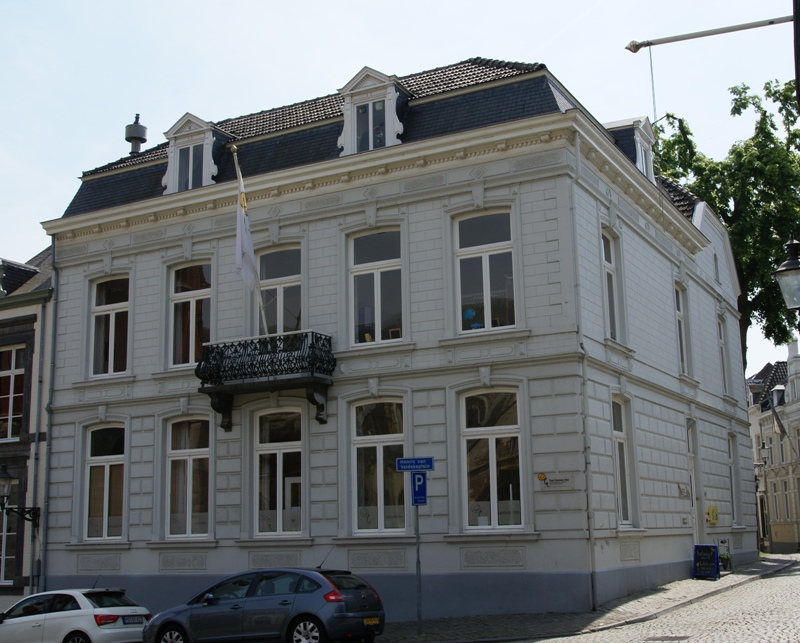
Sint Servaasklooster 33, de woning van Van Oppen, waar de moord plaatsvond.

Toen Timmermans van de griffier te horen kreeg dat het huis inderdaad geveild was en dat een voormalige rentmeester van Van Oppen de koper was, had Timmermans niets meer te verliezen. Hij ging wraak nemen op zijn grote vijand. Om half twee die dag stormde hij het woonhuis annex kantoor van Eugène van Oppen in. Hij liep het kantoor van diens zoon Eugène van Oppen jr. binnen. Toen deze Timmermans niet toeliet bij zijn vader wegens diens ongesteldheid, haalde hij woedend uit met zijn dolkmes en stak hem in linker bovenarm en buik. Ook schoot hij twee keer op hem. De op het tumult afgekomen Van Oppen sr. werd door Timmermans beschoten en toen de procureur struikelde, sprong Timmermans op hem en begon met zijn mes op hem in te steken. Marie, de oudste dochter van de procureur, deed een poging om haar vader onder Timmermans vandaan te trekken. Deze probeerde haar dit te beletten door met zijn mes rond te zwaaien en raakte haar arm zodanig dat haar polsslagader werd doorgesneden.
Toen kwam er hulp van de buren en al snel ook de politie. Toen politieagent Van Zutphen hem de handboeien omdeed, zei Timmermans: "Ik ga vrijwillig met u mee. Ik heb nu volbracht wat ik me had voorgenomen. Die ouwe moest eraan, want hij is de schuld van ’t ongeluk van mijn vrouw en dochter!". 
Van Oppen senior en Marie overleden ter plekke, Van Oppen junior stierf vijf dagen later aan zijn verwondingen.

## Strafproces
De strafzaak tegen Timmermans kwam op dinsdag 18 en woensdag 19 augustus 1885 onder grote belangstelling voor bij het Gerechtshof in Den Bosch. 
De bewijsvoering van de daden op zich was niet uitgesproken moeilijk, alhoewel de beklaagde stelde dat de dood van de dochter een ongeluk was. Daarbij had Timmermans bij de rechter-commissaris verklaard dat hij uit noodweer had gehandeld, ook ter rechtszitting beweerde hij dit in eerste instantie, maar zei daarna een "verwarde voorstelling van zaken" te hebben. Zijn uitspraken kort voor en kort na de daad getuigden echter duidelijk van voorbedachten rade, in elk geval wat de moord op Van Oppen sr. betrof. Wat vooral ter discussie stond was de geestesgesteldheid van de dader, en in verband daarmee het motief.
Het motief leek duidelijk, Timmermans voelde zich al jaren onrecht aangedaan door het slachtoffer, en daardoor was een enorme wrok ontstaan. Zo'n drie jaar voor de misdaad was Timmermans deze wrok om gaan zetten in ideeën over moord. Veel getuigen uit zijn omgeving verklaarden dat hij vanaf die tijd hintte op het ombrengen van Van Oppen, maar nam men dit nooit serieus. In 1882 schafte hij zich wapens aan en begon schietoefeningen in het bos van Schaesberg, dat hij ook als moordlocatie overwoog om de pakkans te verminderen.
De moord zoals die zich uiteindelijk voltrok zat echter heel anders in elkaar. Een paar dagen voor de fatale 9 april 1885 zei hij al tegen getuige Lonissen dat hij wraak wilde nemen als zijn huis echt verkocht was en dat als hij moest kiezen tussen leven in de vrije natuur of het cachot, hij de voorkeur gaf aan de kille muren van de gevangenis. Ook andere getuigen hadden gelijkluidende bewoordingen van hem gehoord. Op de dag zelf liet Timmermans zich niets gelegen liggen aan de pakkans. Hij meldde zich tot twee keer toe op klaarlichte dag bij het kantoor van Van Oppen en sloeg uiteindelijk toe zonder zich om de aanwezigheid van getuigen te bekommeren. De eis van de advocaat-generaal luidde dan ook levenslang wegens tweemaal moord en eenmaal moedwillige manslag: "Verbant dien snoodaard voor altijd uit de maatschappij, waarin hij niet thuis hoort."
De psychische toestand en toerekeningsvatbaarheid van de dader kwam tijdens het proces aan de orde, maar aangezien de forensische psychiatrie nog niet bestond ontspon de discussie zich tussen de twee lijkschouwers enerzijds en de advocaat van Timmermans, mr. J.A. Bosch, anderzijds. Volgens de artsen was er bij de verdachte sprake van een geordende gedachtegang en een goed functionerend geheugen, maar emotioneel was hij zeer verbitterd en geobsedeerd door het vermeende onrecht dat hem was aangedaan. Dat ging volgens de deskundigen echter niet zover dat van een vorm van geestesverwarring kon worden gesproken of van een belemmering van zijn vrije wil. Advocaat Bosch had zich goed ingelezen en zelfs gecorrespondeerd met Duitse deskundigen. Volgens hem had Timmermans achterdocht en eigenwaan ontwikkeld, maar was er ook sprake van een geestesziekte, namelijk een "querulante manie". De hof wees een nieuw onderzoek echter af en verklaarde Cesar Timmermans volledig toerekeningsvatbaar.
De psycholoog Gerards en de advocaat Van Riet kwamen in 2010 tot de conclusie dat Timmermans tegenwoordig zou zijn gediagnosticeerd met een narcistische persoonlijkheidsstoornis, die hem wellicht strafvermindering had opgeleverd. Zijn eigenwaan, kwetsbaarheid voor kritiek en rigiditeit wijzen hier duidelijk op. Hij hield vast aan het waanidee dat hij onrecht moest vergelden en dat dit onrecht ongedaan maken een opoffering was voor zijn vrouw en kinderen. Het dieper liggende motief was echter zijn angst zijn ongelijk te bekennen en de schade die hij zijn gezin en reputatie had toegebracht onder ogen te zien.
Het Hof verklaarde hem schuldig aan moord op mr. Eugène van Oppen en aan "moedwillige manslag" (doodslag) op diens twee kinderen. Hij werd veroordeeld tot levenslange tuchthuisstraf en in de kosten van het geding. Ruim twee jaar later, op 7 november 1887, overleed hij in de gevangenis van Leeuwarden aan keelkanker.